# 29081 Krymradio
29081 Krymradio este un asteroid din centura principală de asteroizi.

## Descriere
29081 Krymradio este un asteroid din centura principală de asteroizi. A fost descoperit pe 27 septembrie 1978 la Observatorul de Astrofizică din Crimeea de Liudmila Cernîh. Asteroidul prezintă o orbită caracterizată de o semiaxă mare de 2,43 ua, o excentricitate de 0,20 și o înclinație de 2,2° în raport cu ecliptica.